# Audra Lindley
Audra Marie Lindley (Los Ángeles, California, 24 de septiembre de 1918-Los Ángeles, California, 16 de octubre de 1997) fue una actriz estadounidense, conocida principalmente por su papel de la casera Helen Roper en la comedia de situación Three's Company y en su serie derivada: The Ropers.

## Biografía
Nació en el seno de una familia dedicada al mundo del espectáculo. Se inició en Hollywood como actriz sustituta (stand-in), progresando finalmente hasta trabajar como doble de escenas de acción. Siendo veinteañera decidió trasladarse a Nueva York para trabajar en el teatro. Entre las muchas obras en las que participó en Broadway figuran On Golden Pond, Playhouse 90, Largo viaje hacia la noche y Horse Heavens. 
En esa época se alejó durante un tiempo de su actividad artística a fin de contraer matrimonio en 1943 con Hardy Ulm, con quien tuvo cinco hijos. La pareja se divorció en 1960. Tras retomar su carrera, empezó a trabajar de manera constante en la televisión, destacando su papel de Sue Knowles en la serie de la CBS Search For Tomorrow, así como un período de seis años como la manipuladora Tía Liz Matthews en la producción de la NBC Another World. También trabajó con regularidad como la madre de Meredith Baxter en la comedia Bridget Loves Bernie y como la mejor amiga de Lee Grant en Fay.
Su mayor fama le llegó con la interpretación de Helen Roper en la comedia Three's Company (1977). El personaje y su marido, Mr. Roper —interpretado por Norman Fell—, fueron motivo de una serie derivada, The Ropers (1979), que no tuvo éxito. Lindley siguió trabajando en la televisión y el cine, en producciones como Revenge of the Stepford Wives (1980), Cannery Row (1982) y Media hora más contigo (1985). 
Siguió interpretando papeles de todos los tipos de diferentes producciones televisivas, incluyendo el de la abuela de Phoebe Buffay en Friends, y el último de todos, el de la madre de Cybill Shepherd en la comedia de CBS Cybill. Curiosamente, también había actuado como la madre de Shepherd en el filme The Heartbreak Kid (1972).
Se casó una segunda vez, con el actor James Whitmore en 1972, permaneciendo la pareja unida hasta 1979, año en el que se divorciaron.
Falleció a causa de una leucemia y fue enterrada en el Cementerio Woodlawn Memorial de Santa Mónica, California.